# 에르산 일리아소바
에르산 일리아소바(튀르키예어: Ersan İlyasova, 1987년 5월 15일~)는 튀르키예의 농구 선수로 포지션은 파워 포워드와 스몰 포워드이다. 그는 현역 시절 전미 농구 협회(NBA)에서 13시즌을 뛰었고 그 중에서 9시즌을 밀워키 벅스 소속으로 활동했다. 
국제 대회에서  튀르키예 대표팀 선수로 뛰었으며 월드컵 3회, 유로바스켓 5회 참가했다. 또한 |2010년 세계 선수권 대회에서 튀르키예의 준우승에 기여했다.

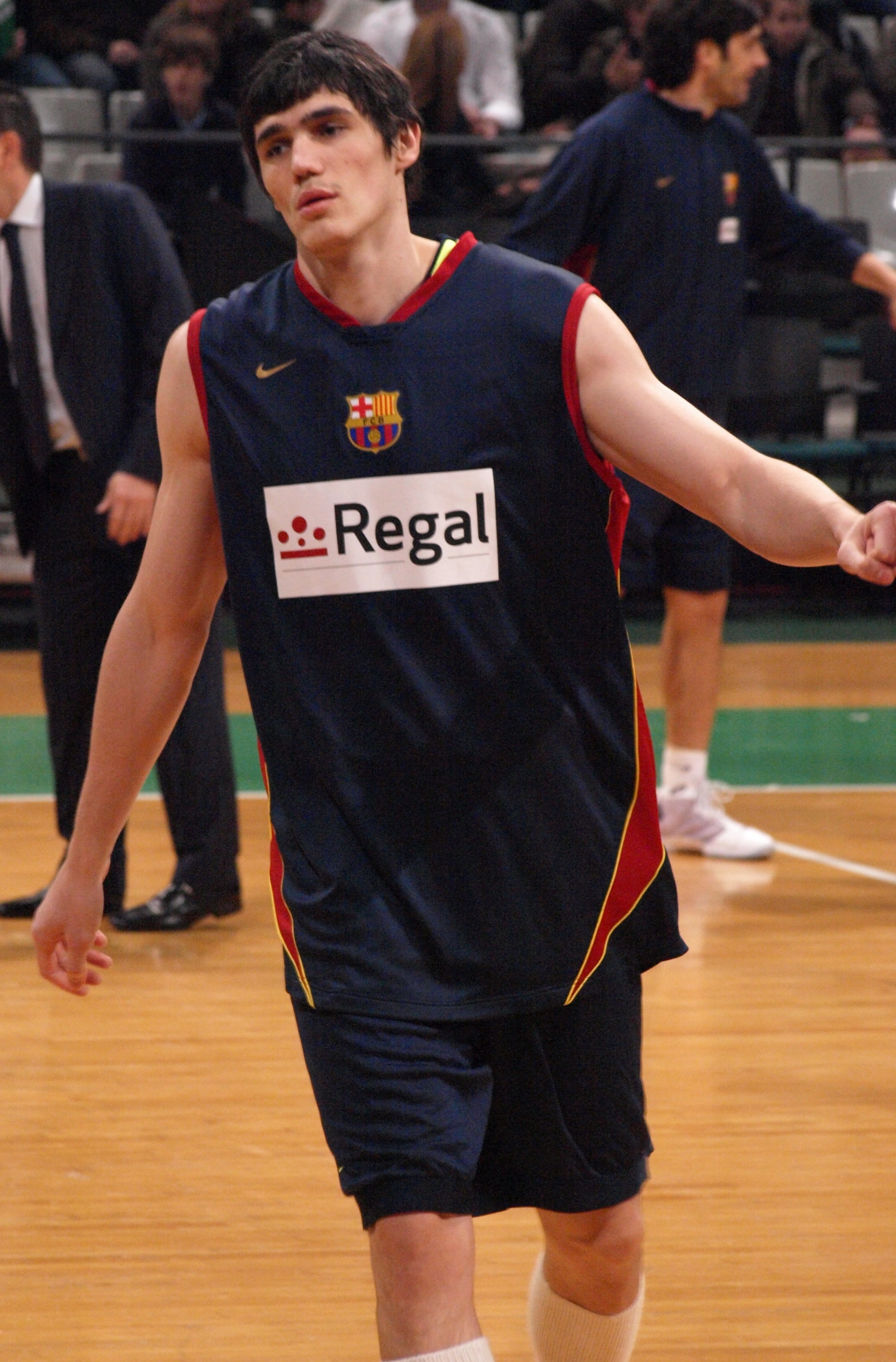
2009년 FC 바르셀로나 소속 당시의 일리아소바

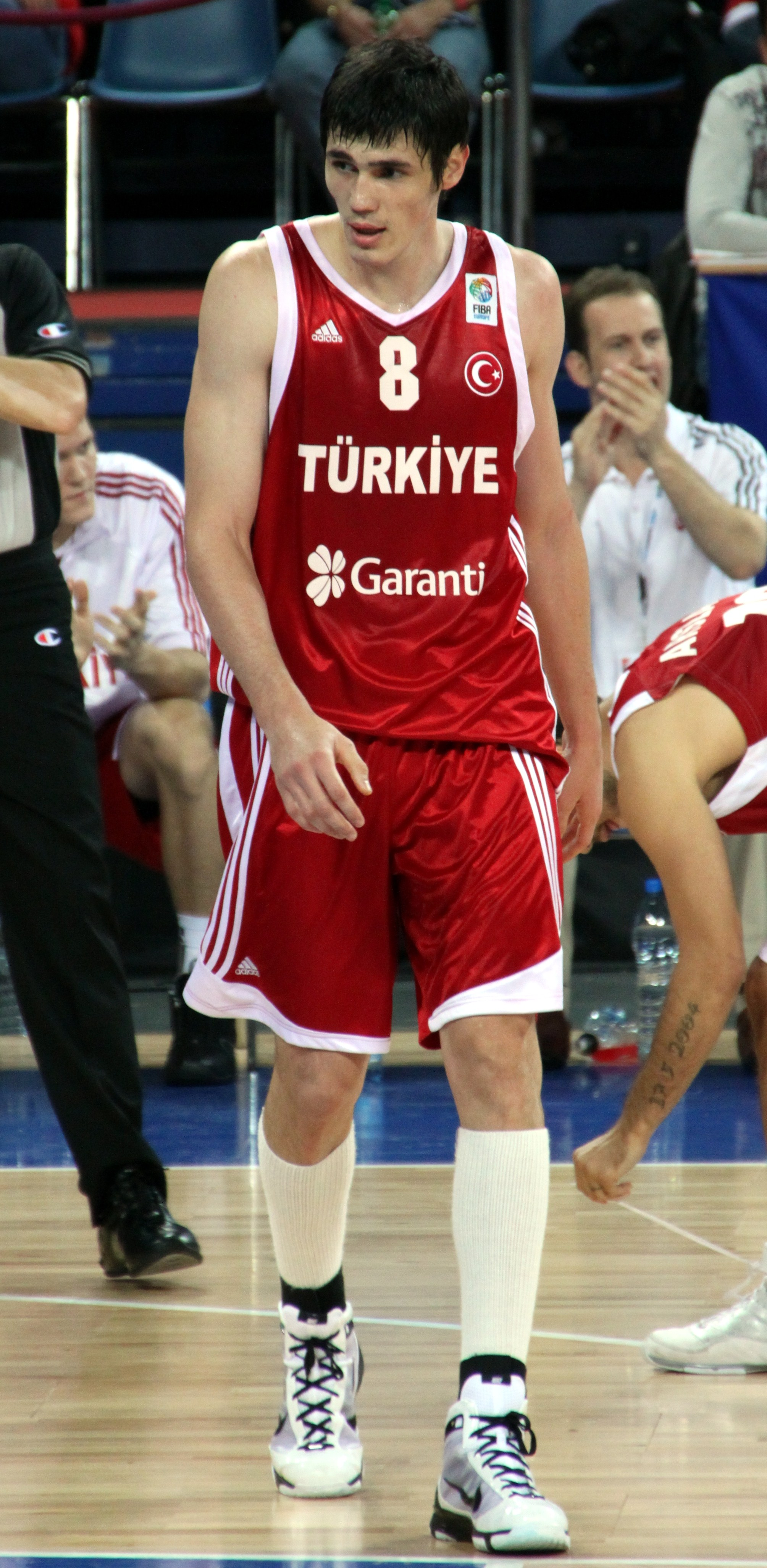
2009년 유로바스켓 불가리아전 당시의 일리아소바